# Josef Hammerschmid
Josef Hammerschmid (* 5. März 1880 in Kainraths, Großpoppen, Gemeinde Allentsteig, Niederösterreich; † 27. Oktober 1945 in Wien) war ein österreichischer Politiker der Sozialdemokratischen Arbeiterpartei (SdP).

## Ausbildung und Beruf
Josef Hammerschmied war Schlosser.

## Politische Funktionen
- 1918–1919: Mitglied des provisorischen Wiener Gemeinderates
- 1919–1932: Mitglied des Wiener Gemeinderates (1., 2. und 3. Wahlperiode)

## Politische Mandate
- 25. Januar 1922 bis 20. November 1923: Abgeordneter zum Nationalrat (I. Gesetzgebungsperiode), SdP